# Hércules Club de Fútbol
L'Hércules Club de Fútbol, più semplicemente Hércules o Hércules Alicante, è una società calcistica spagnola con sede nella città di Alicante che milita attualmente nella Primera Federación. Gioca le partite casalinghe nello Stadio José Rico Pérez.

## Storia
L'Hércules fu fondato nel 1922 da Vicente Pastor Alfosea, soprannominato El Chepa. Il debutto in Primera División avviene nel 1935, ma il periodo migliore per la società sono gli anni settanta. Nel 2010 ritorna in Primera Division dopo tredici anni di assenza. Infatti, l'ultima apparizione nella massima categoria del calcio spagnolo si è verificata nella stagione 1996-97.
Durante la campagna acquisti dell'estate 2010 ingaggia giocatori celeberrimi del calibro di David Trezeguet e Royston Drenthe, suscitando il delirio dei tifosi, già entusiasti per il ritorno nella massima serie. Alla seconda giornata conquista un clamoroso successo per 2-0 sul campo del Barcellona, squadra contro la quale aveva vinto entrambi gli scontri diretti nell'ultima stagione disputata in massima serie, e alla quinta con lo stesso risultato supera in casa un'altra compagine molto quotata come il Sevilla. Nonostante tutto questo però chiude la stagione al penultimo posto, abbandonando la massima serie appena un anno dopo la brillante promozione.

## Stadio

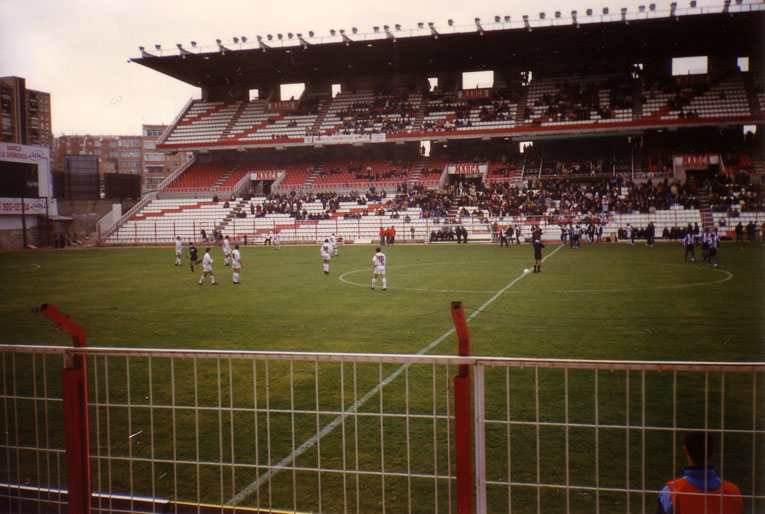
Rayo Vallecano vs. Hércules CF.

La squadra si esibisce di fronte al proprio pubblico nello stadio José Rico Pérez, inaugurato il 3 agosto 1974 con 29.584 posti e dimensioni di 105 x 68 m. Esso ospita anche le partite casalinghe dell'altra squadra cittadina, l'Alicante ed è stato teatro di alcune partite del Mondiale 1982.

## Storia nella Liga
- Stagioni in Primera División: 20
- Stagioni in Segunda División: 37
- Miglior piazzamento nella Liga: 5° (1974-75)
- Peggior piazzamento nella Liga: 21° (1996-97)

## Palmarès

### Competizioni nazionali
- Segunda División: 3

1934-1935 (gruppo III), 1965-1966 (gruppo II), 1995-1996
- Tercera División: 5

1931-1932, 1932-1933, 1959-1960, 1968-1969, 1969-1970
- Segunda Federación: 1

2023-2024 (gruppo 3)

## Rosa 2020-2021
Aggiornata al 9 ottobre 2020
| N. |                     | Ruolo | Calciatore      |
| -- | ------------------- | ----- | --------------- |
| 1  | Spagna (bandiera)   | P     | Ismael Falcón   |
| 2  | Spagna (bandiera)   | D     | Felipe Alfonso  |
| 3  | Spagna (bandiera)   | D     | Rubén Molina    |
| 4  | Spagna (bandiera)   | D     | Pablo Íñiguez   |
| 5  | Spagna (bandiera)   | D     | Samuel Llorca   |
| 6  | Spagna (bandiera)   | C     | Fran Miranda    |
| 7  | Spagna (bandiera)   | A     | Benja           |
| 8  | Spagna (bandiera)   | C     | Diego Benito    |
| 9  | Honduras (bandiera) | A     | Jona            |
| 10 | Spagna (bandiera)   | A     | Carlos Martínez |
| 11 | Spagna (bandiera)   | C     | Jesús Alfaro    |
| 12 | Spagna (bandiera)   | C     | Yeray González  |

| N. |                     | Ruolo | Calciatore       |
| -- | ------------------- | ----- | ---------------- |
| 13 | Spagna (bandiera)   | P     | Rubén Ualoloca   |
| 15 | Colombia (bandiera) | C     | Jaime Alvarado   |
| 16 | Spagna (bandiera)   | D     | Víctor Olmedo    |
| 17 | Spagna (bandiera)   | A     | Moha Traoré      |
| 18 | Spagna (bandiera)   | D     | Rulo Prieto      |
| 20 | Spagna (bandiera)   | C     | Alejandro Alfaro |
| 21 | Spagna (bandiera)   | D     | Álvaro Pérez     |
|    | Spagna (bandiera)   | C     | Borja Martínez   |
|    | Spagna (bandiera)   | D     | Teo Quintero     |
|    | Grecia (bandiera)   | A     | Nikos Vergos     |
|    | Spagna (bandiera)   | C     | Pedro Sánchez    |

### Staff tecnico
- Lluís Planagumà – Allenatore
- José Vegar – Viceallenatore
- Juan Carlos Balaguer – Allenatore dei portieri
- Jesús Paredes – Preparatore atletico

## Rosa 2019-2020
Aggiornata al 22 settembre 2019
| N. |                     | Ruolo | Calciatore      |
| -- | ------------------- | ----- | --------------- |
| 1  | Spagna (bandiera)   | P     | Ismael Falcón   |
| 2  | Spagna (bandiera)   | D     | Felipe Alfonso  |
| 3  | Spagna (bandiera)   | D     | Rubén Molina    |
| 4  | Spagna (bandiera)   | D     | Pablo Íñiguez   |
| 5  | Spagna (bandiera)   | D     | Samuel Llorca   |
| 6  | Spagna (bandiera)   | C     | Fran Miranda    |
| 7  | Spagna (bandiera)   | A     | Benja           |
| 8  | Spagna (bandiera)   | C     | Diego Benito    |
| 9  | Honduras (bandiera) | A     | Jona            |
| 10 | Spagna (bandiera)   | A     | Carlos Martínez |
| 11 | Spagna (bandiera)   | C     | Jesús Alfaro    |

| N. |                     | Ruolo | Calciatore       |
| -- | ------------------- | ----- | ---------------- |
| 12 | Spagna (bandiera)   | C     | Yeray González   |
| 13 | Spagna (bandiera)   | P     | Rubén Ualoloca   |
| 15 | Colombia (bandiera) | C     | Jaime Alvarado   |
| 16 | Spagna (bandiera)   | D     | Víctor Olmedo    |
| 17 | Spagna (bandiera)   | A     | Moha Traoré      |
| 18 | Spagna (bandiera)   | D     | Rulo Prieto      |
| 20 | Spagna (bandiera)   | C     | Alejandro Alfaro |
| 21 | Spagna (bandiera)   | D     | Álvaro Pérez     |
|    | Spagna (bandiera)   | C     | Borja Martínez   |
|    | Spagna (bandiera)   | D     | Teo Quintero     |
|    | Grecia (bandiera)   | A     | Nikos Vergos     |

### Staff tecnico
- Lluís Planagumà – Allenatore
- José Vegar – Viceallenatore
- Juan Carlos Balaguer – Allenatore dei portieri
- Jesús Paredes – Preparatore atletico

## Rosa 2018-2019
Aggiornata al 25 gennaio 2019
| N. |                   | Ruolo | Calciatore     |
| -- | ----------------- | ----- | -------------- |
|    | Spagna (bandiera) | P     | Ismael Falcón  |
|    | Spagna (bandiera) | P     | Ferrán Ferri   |
|    | Spagna (bandiera) | D     | Pablo Íñiguez  |
|    | Spagna (bandiera) | D     | Álvaro Pérez   |
|    | Spagna (bandiera) | D     | Samuel Llorca  |
|    | Spagna (bandiera) | D     | Pol Bueso      |
|    | Spagna (bandiera) | D     | Adrián Jiménez |
|    | Spagna (bandiera) | C     | Rubén Molina   |
|    | Spagna (bandiera) | D     | Juanjo Nieto   |
|    | Spagna (bandiera) | C     | Fran Miranda   |
|    | Spagna (bandiera) | C     | Paco Candela   |

| N. |                     | Ruolo | Calciatore      |
| -- | ------------------- | ----- | --------------- |
|    | Spagna (bandiera)   | C     | Diego Benito    |
|    | Colombia (bandiera) | C     | Jaime Alvarado  |
|    | Camerun (bandiera)  | C     | Stéphane Emaná  |
|    | Spagna (bandiera)   | C     | Álvaro Salinas  |
|    | Spagna (bandiera)   | C     | Jesús Alfaro    |
|    | Spagna (bandiera)   | C     | Pol Roigé       |
|    | Spagna (bandiera)   | C     | Chechu          |
|    | Spagna (bandiera)   | A     | Juli            |
|    | Honduras (bandiera) | A     | Jona            |
|    | Spagna (bandiera)   | A     | Carlos Martínez |
|    | Spagna (bandiera)   | A     | Alejandro Tarí  |

### Staff tecnico
- Lluís Planagumà – Allenatore
- José Vegar – Viceallenatore
- Miguel Ausina – Allenatore dei portieri
- José Abel García Martínez – Preparatore atletico

## Rosa 2016-2017
Aggiornata al 2 settembre 2016
| N. |                   | Ruolo | Calciatore        |
| -- | ----------------- | ----- | ----------------- |
|    | Spagna (bandiera) | P     | Chema             |
|    | Spagna (bandiera) | P     | Iván Buigues      |
|    | Spagna (bandiera) | D     | Fernando Román    |
|    | Spagna (bandiera) | D     | Pol Bueso         |
|    | Spagna (bandiera) | D     | José Manuel Rojas |
|    | Spagna (bandiera) | D     | Paco Peña         |
|    | Spagna (bandiera) | D     | Albert Dalmau     |
|    | Spagna (bandiera) | C     | Juanma            |
|    | Spagna (bandiera) | C     | Checa             |
|    | Spagna (bandiera) | C     | José Luis Miñano  |

| N. |                    | Ruolo | Calciatore         |
| -- | ------------------ | ----- | ------------------ |
|    | Spagna (bandiera)  | C     | Pedro Inglés       |
|    | Spagna (bandiera)  | C     | Alejandro Pérez    |
|    | Spagna (bandiera)  | C     | Chechu             |
|    | Spagna (bandiera)  | C     | Miguel Ángel Nieto |
|    | Spagna (bandiera)  | C     | José Gaspar        |
|    | Spagna (bandiera)  | C     | Álvaro Salinas     |
|    | Spagna (bandiera)  | C     | Javi Flores        |
|    | Camerun (bandiera) | C     | Emmanuel Omgba     |
|    | Spagna (bandiera)  | A     | Jesús Berrocal     |
|    | Spagna (bandiera)  | A     | David Mainz        |

## Rosa 2012-2013
| N. |                    | Ruolo | Calciatore       |
| -- | ------------------ | ----- | ---------------- |
| 1  | Spagna (bandiera)  | P     | Juan Carlos      |
| 2  | Spagna (bandiera)  | D     | Pere             |
| 3  | Spagna (bandiera)  | D     | Juanra           |
| 4  | Spagna (bandiera)  | D     | Sergio           |
| 5  | Uruguay (bandiera) | D     | Leandro Cabrera  |
| 6  | Spagna (bandiera)  | C     | Alberto Escassi  |
| 7  | Spagna (bandiera)  | A     | Adrián Sardinero |
| 8  | Spagna (bandiera)  | C     | Fran Mérida      |
| 9  | Spagna (bandiera)  | A     | Javier Portillo  |
| 10 | Spagna (bandiera)  | A     | Braulio          |
| 11 | Spagna (bandiera)  | C     | Juanmi Callejón  |
| 14 | Brasile (bandiera) | C     | Gilvan Gomes     |

| N. |                        | Ruolo | Calciatore        |
| -- | ---------------------- | ----- | ----------------- |
| 16 | Spagna (bandiera)      | D     | Paco Peña         |
| 17 | Paesi Bassi (bandiera) | A     | Jeffrey Sarpong   |
| 19 | Spagna (bandiera)      | C     | Diego Rivas       |
| 20 | Spagna (bandiera)      | D     | Pepe Mora         |
| 21 | Spagna (bandiera)      | D     | Anaitz Arbilla    |
| 22 | Spagna (bandiera)      | C     | Toti              |
| 23 | Spagna (bandiera)      | D     | Edu Bedia         |
| 25 | Spagna (bandiera)      | P     | Ismael Falcón     |
| 26 | Spagna (bandiera)      | A     | Raúl González     |
| 33 | Spagna (bandiera)      | C     | Pepe Sellés       |
|    | Francia (bandiera)     | D     | Noé Pamarot       |
|    | Argentina (bandiera)   | C     | Mario Paglialunga |